# Гергебільське водосховище
Герге́більське водосховище (рос. Гергебильское водохранилище) — штучна водойма, високогірне водосховище добового регулювання на території Дагестану Російської Федерації. Створене на річці Кара-Койсу біля села Курмі Гергебільського району.

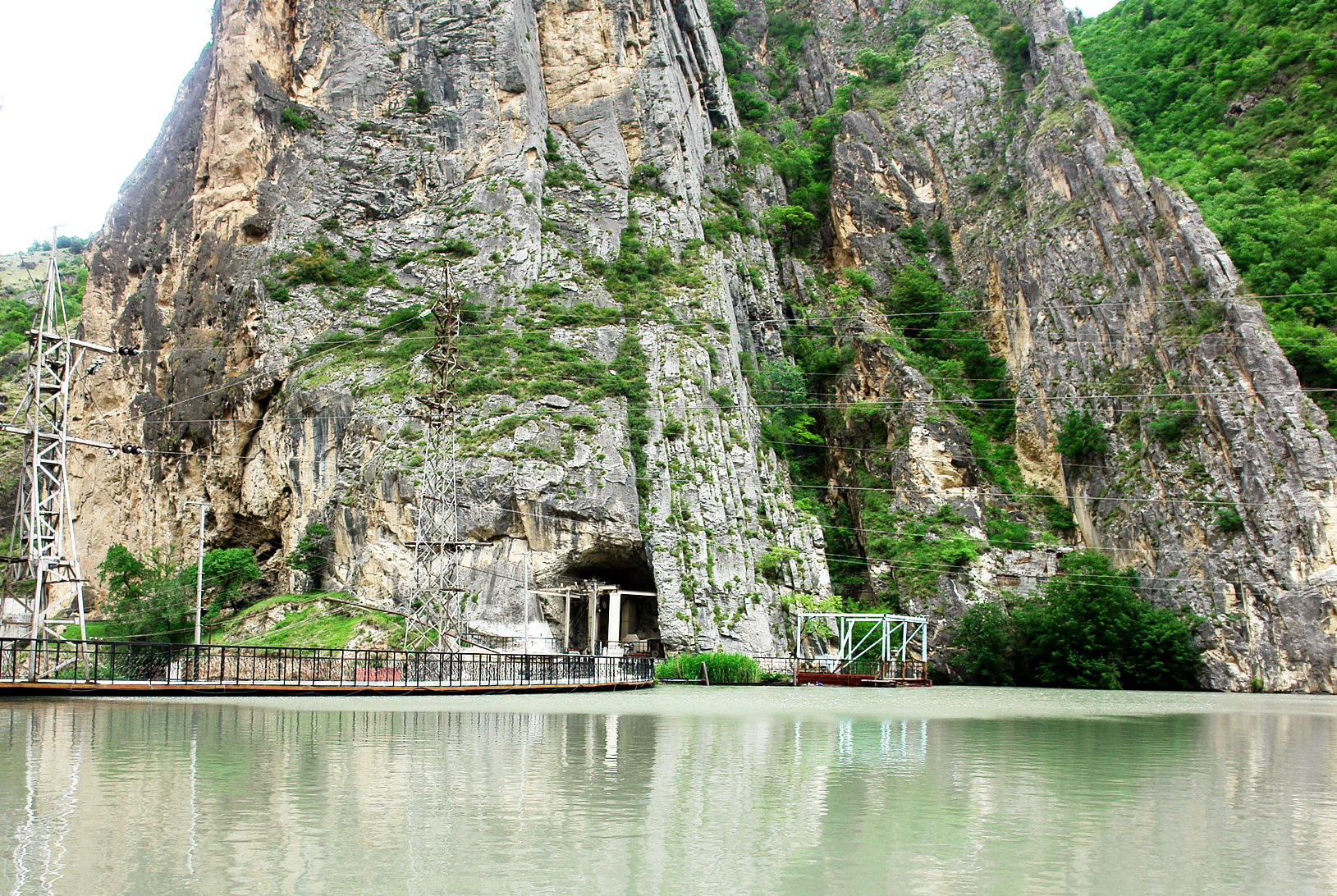
Деякі елементи ГЕС у скелі

Водосховище утворене у 1937 році перед греблею Гергебільської гідроелектростанції імені Магомеда Гаджиєва, найстарішої у Дагестані. Сама ж ГЕС була запущена 1938 року. У лютому-березні 2009 році відбулось глибоке промивання водосховища задля збереження його корисного об'єму, при якому була спущена майже вся вода і проведене очищення водойми від мулу та сміття.
Вода використовується, насамперед, для виробництва електроенергії, а також для водопостачання, рекреації та зрошування сільськогосподарських угідь. У водоймі водиться риба, але її запасів не вистачає для промислового вилову, форель та верховодка.